# بروس ماكلين
بروس ماكلين (بالإنجليزية: Bruce McLean)‏ هو أستاذ جامعي ورسام ومصور وفنان بريطاني، ولد في 6 نوفمبر 1944 في غلاسكو في المملكة المتحدة.

## وصلات خارجية
- الموقع الرسمي
- بروس ماكلين على موقع ديسكوغز (الإنجليزية)